# エスタ・フィリ
エスタ・フィリ（Esther Phiri、女性、1987年1月1日 - ）は、ザンビア・ルサカ出身のプロボクサーである。

## 来歴
2005年7月23日、国内でプロデビューも引き分け。
2、3戦目は連敗するが、4 - 6戦目はPatience Masterに3連勝。
その後は連勝を続け、2007年6月30日、Radostina ValchevaとGBU女子インターコンチネンタルライト級王座を争い、判定勝利で王座獲得。
12月1日、ベリンダ・ララキュエント相手に防衛戦を行い、2-1判定で辛くも初防衛成功。
2008年4月26日、Elina Tissenを3-0判定で退け、GBU女子世界スーパーフェザー級王座奪取。
10月4日、Hondi Hernandezを5回TKOで降し、GBU世界王座初防衛。
2009年4月26日、これがデビュー戦となるViparat Lasuwanを4回TKOで退ける。
11月28日、テリー・ブレアーと空位のWIBA世界ライトウェルター級王座を争うが、引き分けで王座ならず。
2010年5月29日、今度はドゥダ・ヤンコビッチとWIBA同王座を争い、3-0判定で王座獲得。
2011年1月29日、レリー・ラズ・フローレス相手に防衛戦を行い、3-0判定勝利。

## 戦績
- 16戦12勝（4KO）2敗2分け

## タイトル
- GBU女子インターコンチネンタルライト級王座
- GBU女子世界スーパーフェザー級王座
- WIBA世界ライトウェルター級王座
- IBO女子世界スーパーライト級王座